# Sønnen fra Vingården
Sønnen fra Vingården er en dansk film fra 1975, instrueret af Ib Mossin og Peer Guldbrandsen og med manuskript af Bob Ramsing efter en roman af Morten Korch.

## Medvirkende
- Ib Mossin – Erik Hein Martin
- Ellen Winther Lembourn – Grethe Martin
- Eik Koch – Konsul Johan Martin
- Kirsten Rolffes – Konsulinde Martin
- Lizzi Varencke – Line Martin
- Klaus Pagh – Jørgen Knudsen
- Peer Guldbrandsen – Advokat Jacobsen
- Baard Owe – Anders Jacobsen
- Lily Broberg – Nicoline Pallesen
- Claus Nissen – Søren Pallesen
- Edward Fleming – Nipper
- Arthur Jensen – Jeppe
- Poul Bundgaard – Morten
- Susanne Jagd – Ketty Pallesen